# 측지망

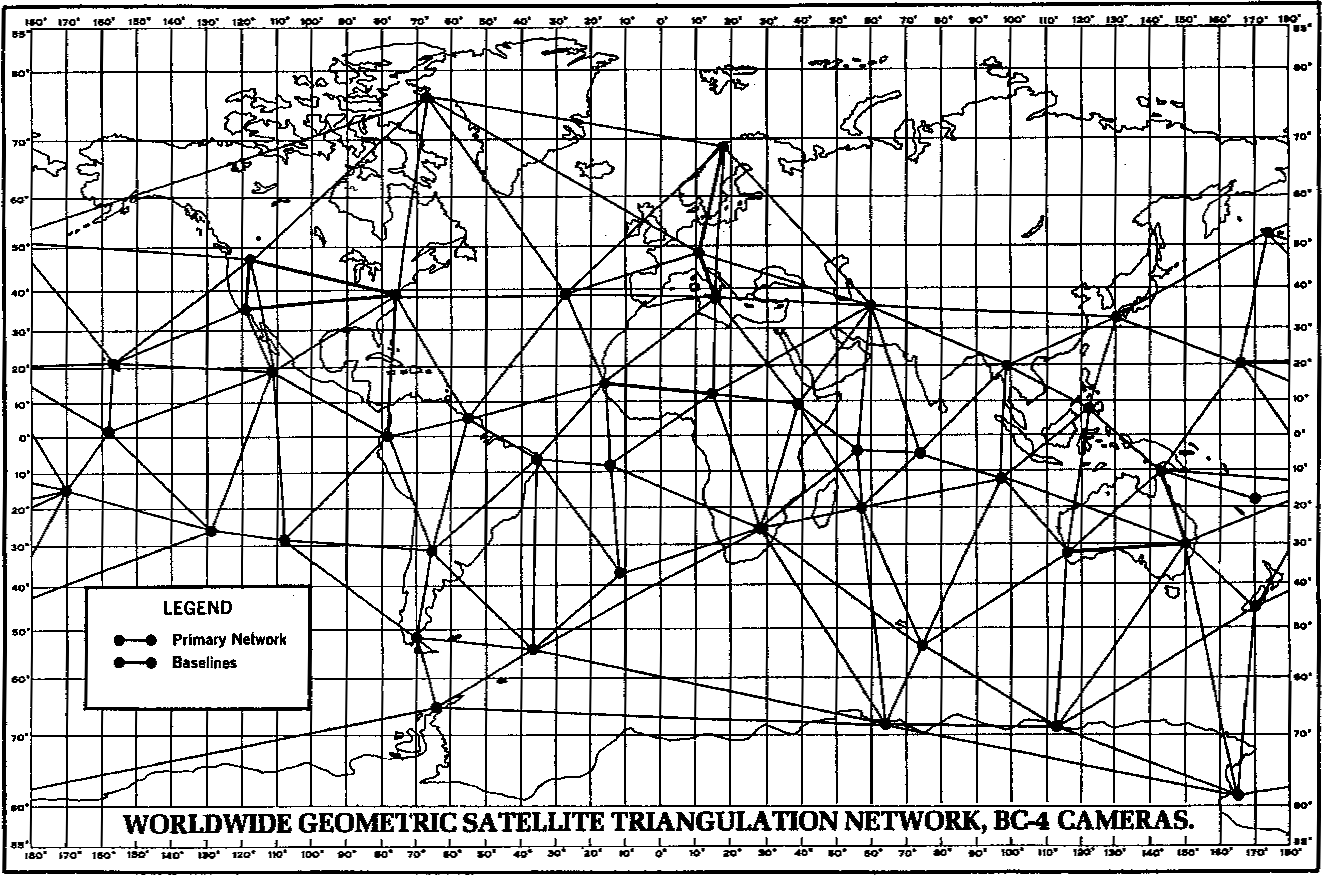
세계 위성 삼각 측지망

측지망(測地網, Geodetic network)은 지표 측량 또는 위성 측위 기술에 의해 정밀 측위된 삼각망이다.
수많은 단체들이 측지망에 정보를 기여하고 있다.

## 같이 보기
- 지적
- 지도
- 삼각법